# Thomas Endres
Thomas Endres, född den 12 september 1969 i Würzburg, Tyskland, är en tysk fäktare som tog OS-silver i herrarnas lagtävling i florett i samband med de olympiska fäktningstävlingarna 1988 i Seoul.